# Gymnothorax davidsmithi
Gymnothorax davidsmithi är en fiskart som beskrevs av Mccosker och Randall 2008. Gymnothorax davidsmithi ingår i släktet Gymnothorax och familjen Muraenidae. Inga underarter finns listade i Catalogue of Life.